# Acericerus heydenii
Acericerus heydenii is een cicade uit de familie van de dwergcicaden. Hij komt voor in bosachtige biotopen, zoals parken en bossen, maar ook op losstaande bomen. Imago's komen het hele jaar voor.

## Kenmerken
Volwassen exemplaren hebben  een lengte van 6,1 tot 6,5 mm. De voorvleugels zijn bruin tot grijsbruin en hebben zwarte aders en lichte vlekken. De soort heeft een kenmerkend zwart vlekje op de vertex (tussen de ogen). De clavus heeft een lichte vlek in het midden, deze is niet altijd even duidelijk waar te nemen. De lengte van de ovipositor is 1,5 keer de breedte.

## Levenswijze
De soort overwintert als imago. Hij voedt zich met Esdoorn (Acer), voornamelijk met de Gewone esdoorn (Acer pseudoplatanus).

## Verspreiding
Acericerus heydenii komt in een groot deel van Europa voor met uitzondering van IJsland, de Baltische staten, het Iberisch schiereiland en Griekenland. Verder komt deze soort nog voor in Turkmenistan en Iran. In Nederland komt Acericerus heydenii algemeen voor. 